# Gemma Galdon Clavell
Gemma Galdon Clavell (Mataró, 1976) es investigadora española analista de políticas públicas especializada en la vigilancia, el impacto social, legal y ético de la tecnología, las ciudades inteligentes, la privacidad, las políticas de seguridad, la resiliencia y la actuación policial. Es socia fundadora y directora de investigación en Eticas.ai e investigadora en el Departamento de Sociología de la Universidad de Barcelona.

## Hacia una tecnología ética
La Dra. Gemma Galdón Clavell es una reconocida experta en ética tecnológica y responsabilidad algorítmica. Es la fundadora y directora ejecutiva de Eticas, donde lidera la gestión, la dirección estratégica y la ejecución de la visión de la misma. Su experiencia multidisciplinar en el impacto social, ético y legal de la tecnología intensiva de datos le permite, tanto a ella como a su equipo, diseñar e implementar soluciones prácticas para los desafíos de protección de datos, ética, explicabilidad y sesgo en IA. Ella fue la encargada de concebir y diseñar el Marco de Auditoría Algorítmica que ahora sirve como base para el producto estrella de Eticas: la Auditoría Algorítmica.
Su trabajo académico ha sido publicado en Science and Public Policy, Information Polity, Ethics and Information Technology, Citizen Science Theory and Practice o Urban Studies, y en editoriales académicas líderes como Routledge, Springer y Sage.
Bajo su liderazgo, Eticas ha forjado el desarrollo de un nuevo mercado en la ética digital e inteligencia artificial de confianza, aplicándola a todos los campos, incluidos servicios sociales, atención médica, finanzas, gobierno, educación, ciberseguridad y más. A través de la Fundación Eticas, también es una voz experta en los círculos políticos, habiendo asesorado a organizaciones internacionales como la OCDE, EU FRA, la ONU o el Parlamento Europeo en temas relacionados con la ética aplicada y la IA responsable. Es asesora de ética tecnológica, además, en organismos públicos y privados internacionales, regionales y nacionales.

## Trayectoria académica y profesional
Completó su doctorado en vigilancia, seguridad y políticas urbanas en la Universidad Autónoma de Barcelona,( tesis: Per què la videovigilància? seguretat, tecnologia i polítiques urbanes) donde también recibió una maestría en Gestión Pública. Posteriormente fue nombrada directora del Programa de Políticas de Seguridad de la Universidad Abierta de Cataluña (UOC). Anteriormente trabajó en el Instituto Transnacional (TNI, Ámsterdam), el Instituto de las Naciones Unidas para la Formación y la Investigación (UNITAR) y en el Instituto de Seguridad Pública de Cataluña. Es miembro de la Red Latinoamericana de Estudios de la Vigilancia (LASSN), del consejo asesor internacional de Privacy International y miembro de la Junta Asesora de PoPETs/PETS y analista habitual en televisión, radio y prensa. Ha colaborado con diversos medios como El País,  eldiario.es, RAC1 o Nature, y es consultada como experta en medios como The Guardian o Business Insider. En abril de 2021 la prestigiosa revista Forbes le dedicó una entrevista en exclusiva y en agosto de ese mismo año la clasificó su lista de Los 100 españoles más creativos en el mundo de los negocios.
Sus publicaciones académicas abordan cuestiones relacionadas con la biometría, la proliferación de la vigilancia en entornos urbanos, las políticas locales de seguridad, la policía de proximidad, la seguridad en grandes acontecimientos, la relación entre la privacidad y la tecnología y las ciudades inteligentes.
Gemma Galdon quedó finalista del premio de la Unión Europea a Mujeres Innovadoras 2017 y fue seleccionada por Ashoka como Emprendedora Social 2020.En 2023 recibió uno de los Hispanic Star Awards, premios a los agentes del cambio de la comunidad hispanohablante otorgado a personas que están teniendo un impacto transformador en diferentes sectores de la sociedad.En 2024 fue galargonada por Mozilla en los premios Rise25 en la categoría de emprendedores por su rol en Eticas.ai.
En el plano político, Galdon fue miembro del consejo estatal de Podemos entre 2014 y 2016 y responsable del área Área de Tecnología, Privacidad y Seguridad durante 2014. En 2014 fue polémica su exhibición de una nómina de la UB por 600 euros aludiendo la precariedad a la que se veían sometidos los profesores universitarios. Recibió críticas por ser socia de una consultora.
Desde las filas del Movimiento de Resistencia Global (MRG) se ha distinguido en la defensa de la lucha del movimiento okupa, y causas sociales similares.